# Полет 940 на „Мехикана де Авиасион“
Полет 940 на „Мехикана де Авиасион“ е редовен международен пътнически полет от международното летище „Мексико Сити“, Мексико, Мексико, до международното летище „Лос Анджелис“, Лос Анджелис, Калифорния, Съединените американски щати, с планирани кацания в Пуерто Ваярта и Масатлан, управляван от „Мехикана де Авиасион“. На 31 март 1986 г. самолетът „Боинг 727-264“, който изпълнява полета, претърпява експлозия на борда и екипажът съобщава на контрола на въздушното движение, че иска аварийно кацане, докато губи височина. Въпреки това машината се разбива в Ел Карбон, планина в Западна Сиера Мадре северозападно от град Мексико. Всички 167 пътници и екипаж са убити при сблъска.
Разследването заключава, че катастрофата е причинена от експлозия, която възниква в отделението на колесника. Колесникът прегаря по време на излитане, тъй като претърпява голямо съпротивление на земята, което се дължи на неизправни спирачки. Пожарът възниква, защото експлозията запалва горивото и хидравличните течности, а това причинява бързо разрастване на огъня. Самолетът в крайна сметка претърпява структурна повреда поради силата на пожара и се разбива в склона на планината.
Мексиканските власти издават препоръки, включително инсталиране на система за отчитане на температурата в отделението на колесника, добавяне на друга вентилация там и задължително използване на азот за пълнене на гуми. Инцидентът е най-смъртоносната авиационна катастрофа на мексиканска земя и най-смъртоносната, свързана с „Боинг 727“.